# Wuling

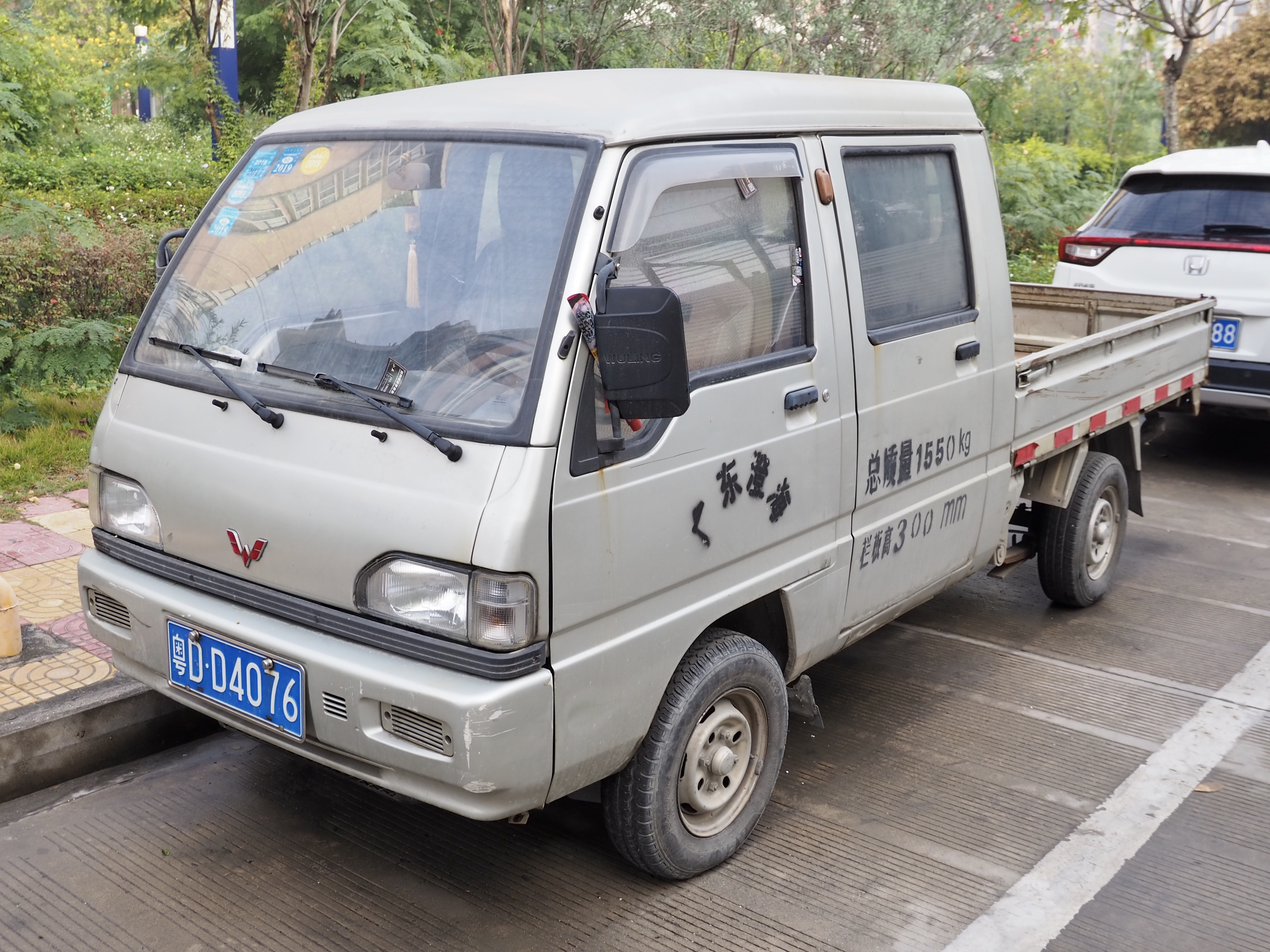
Wuling Dragon

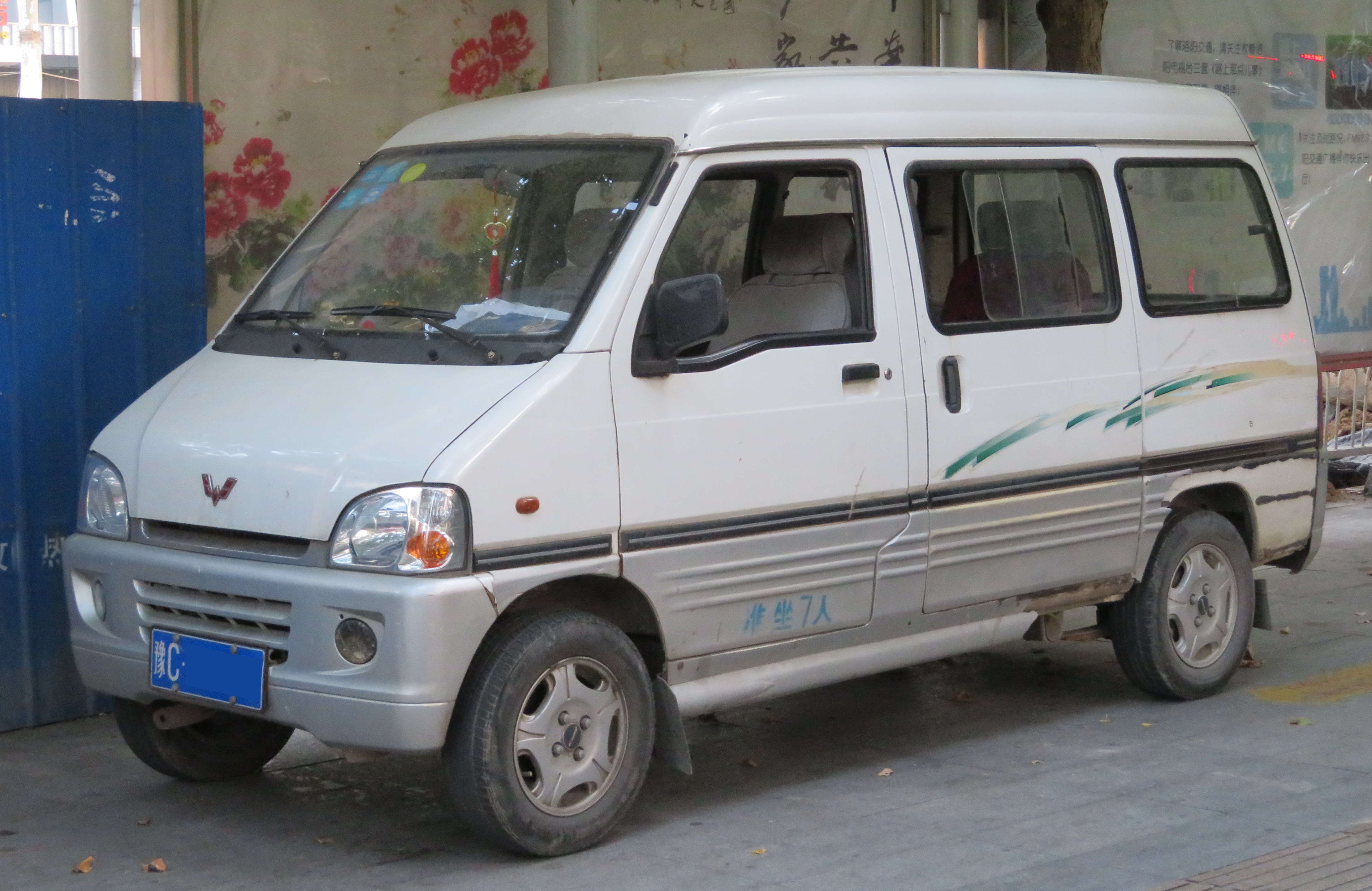
Wuling Sunshine

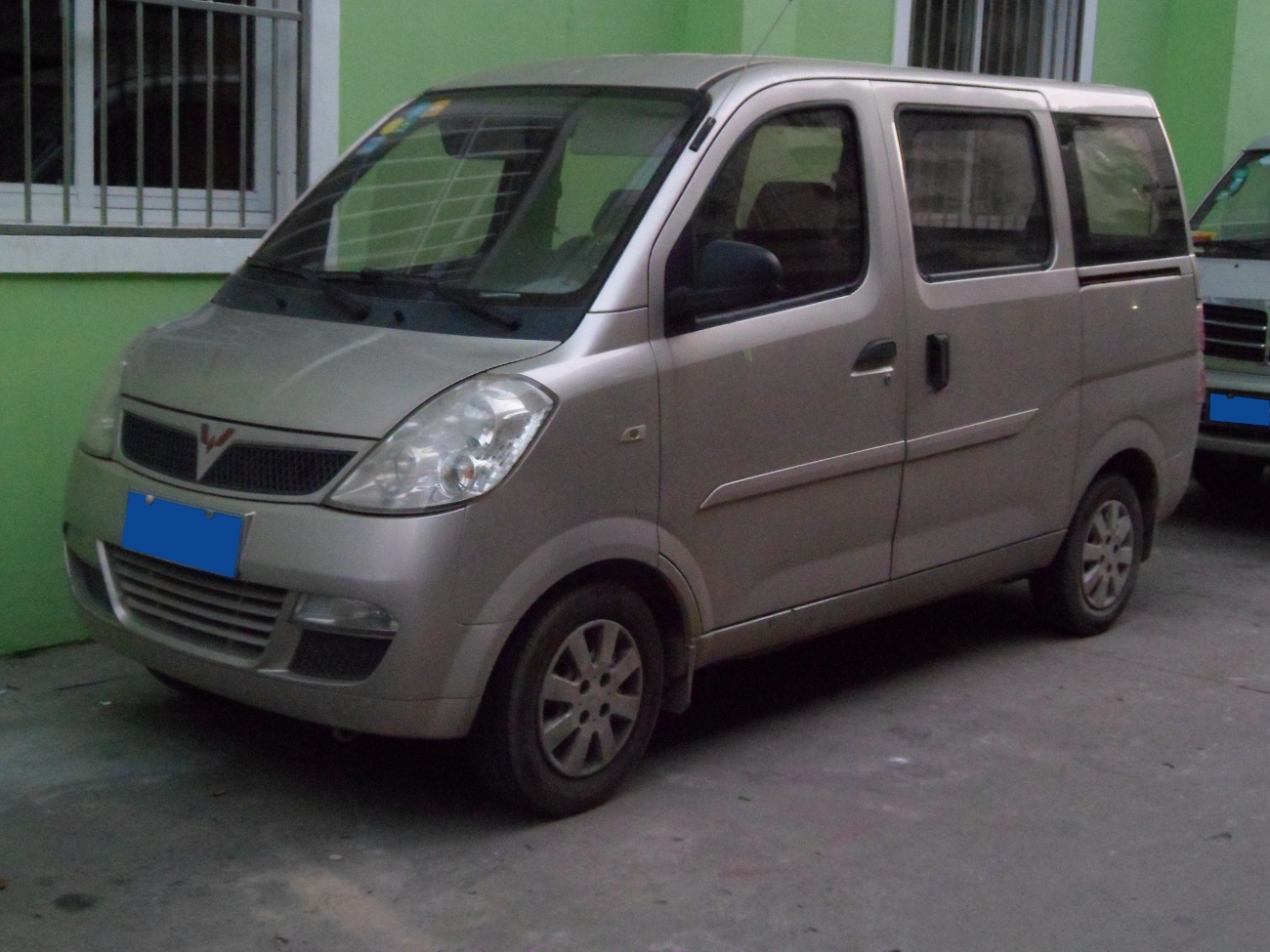
Wuling Hongtu

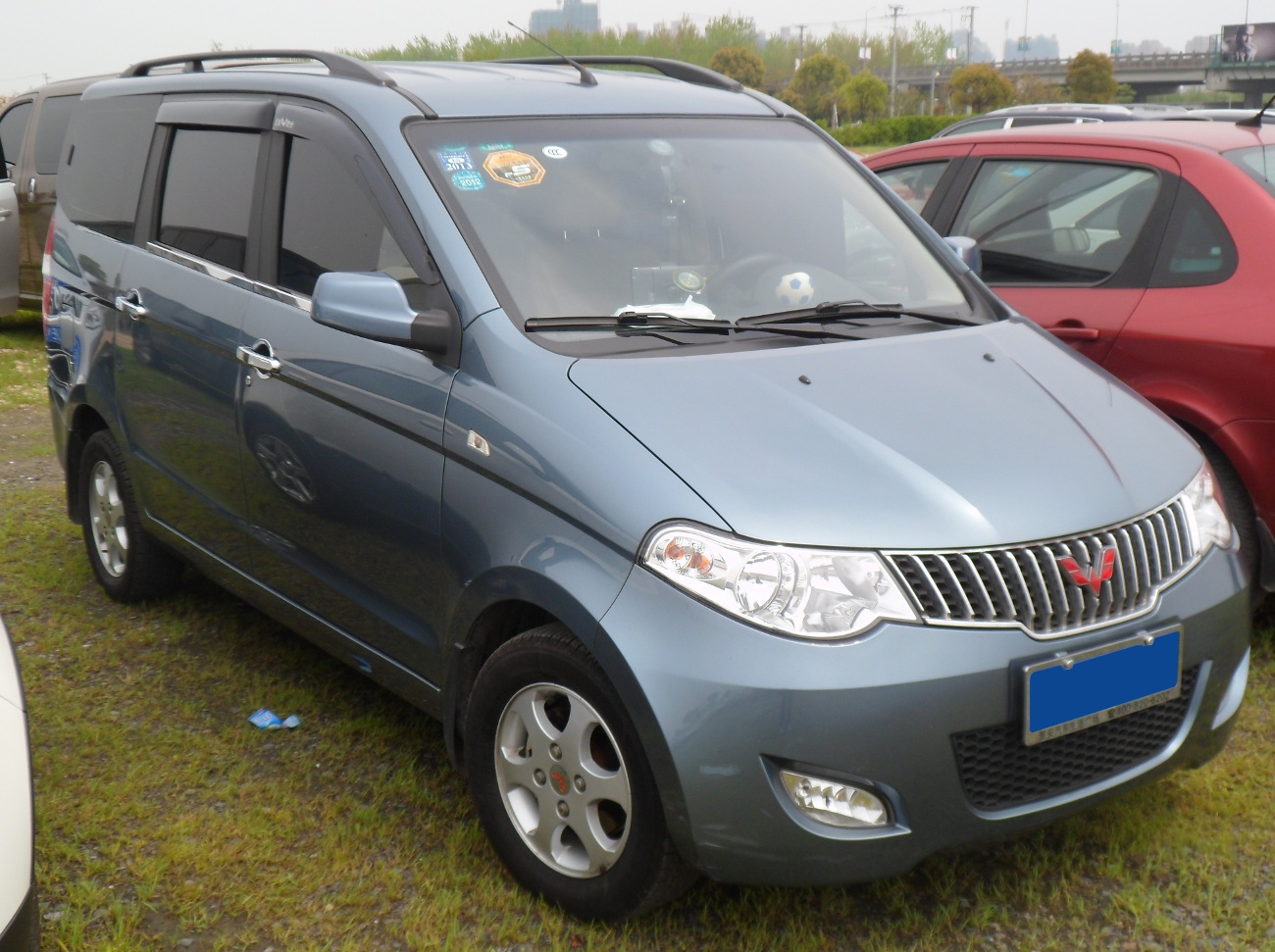
Wuling Hongguang

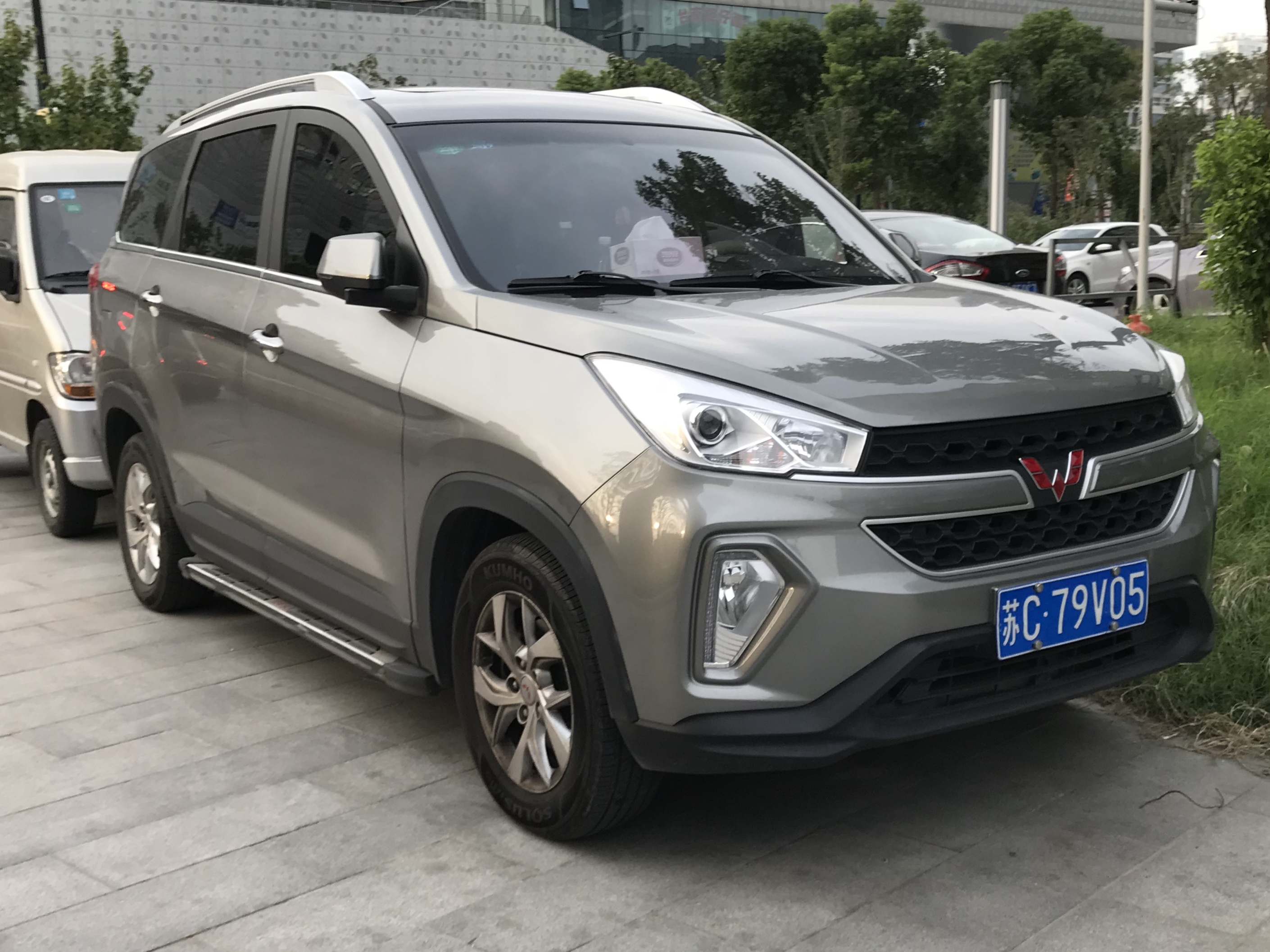
Wuling Hongguang S3

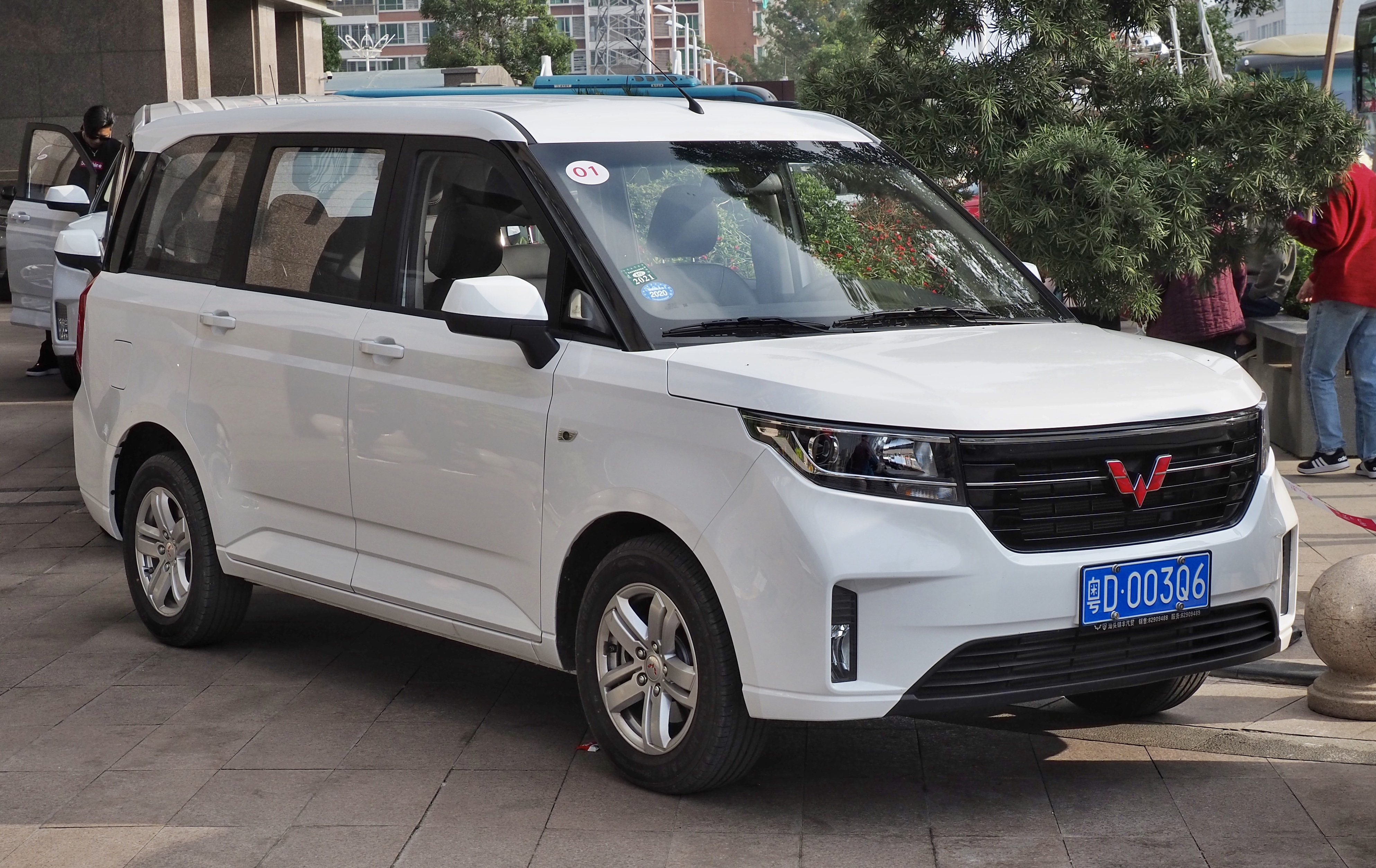
Wuling Hongguang Plus

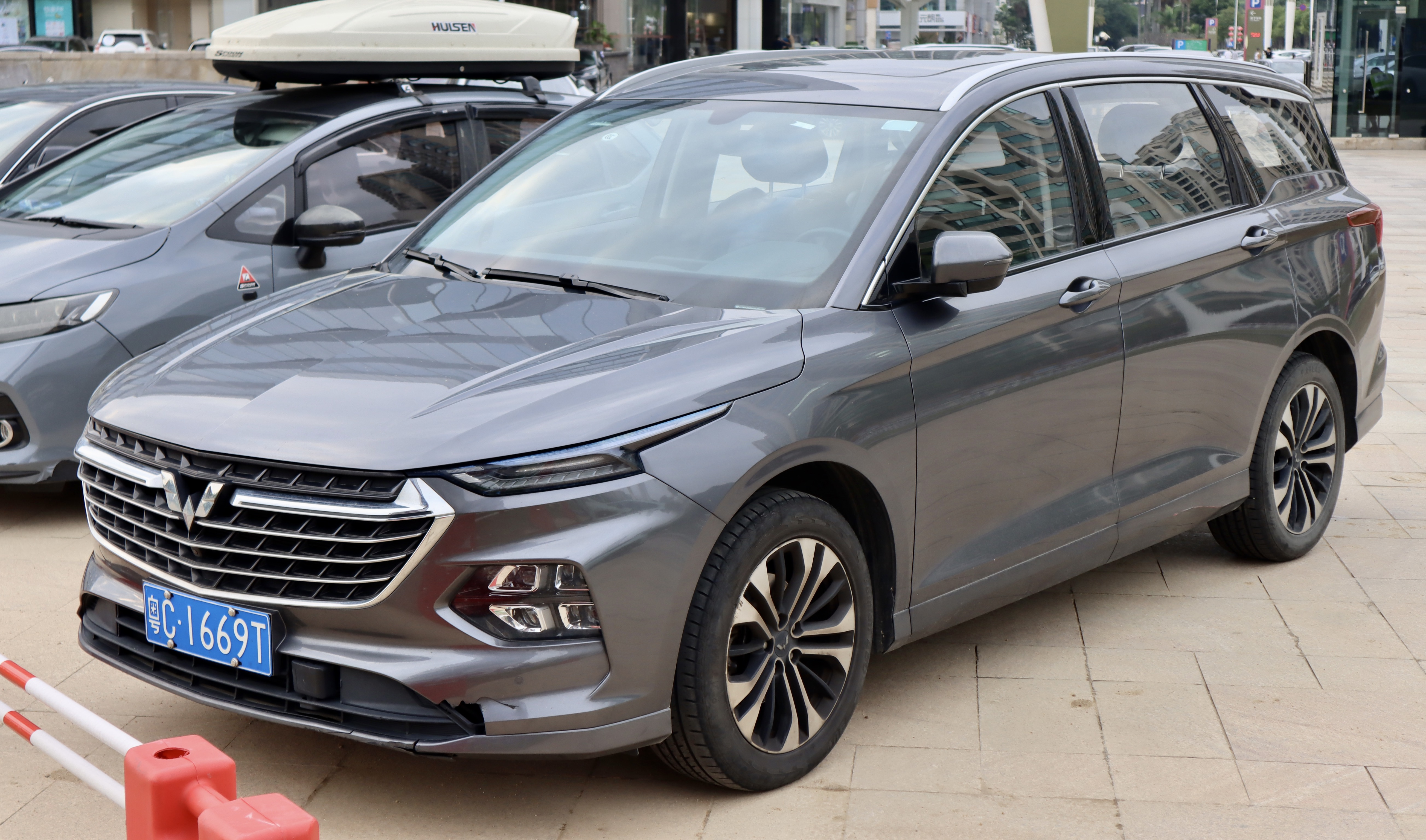
Wuling Victory

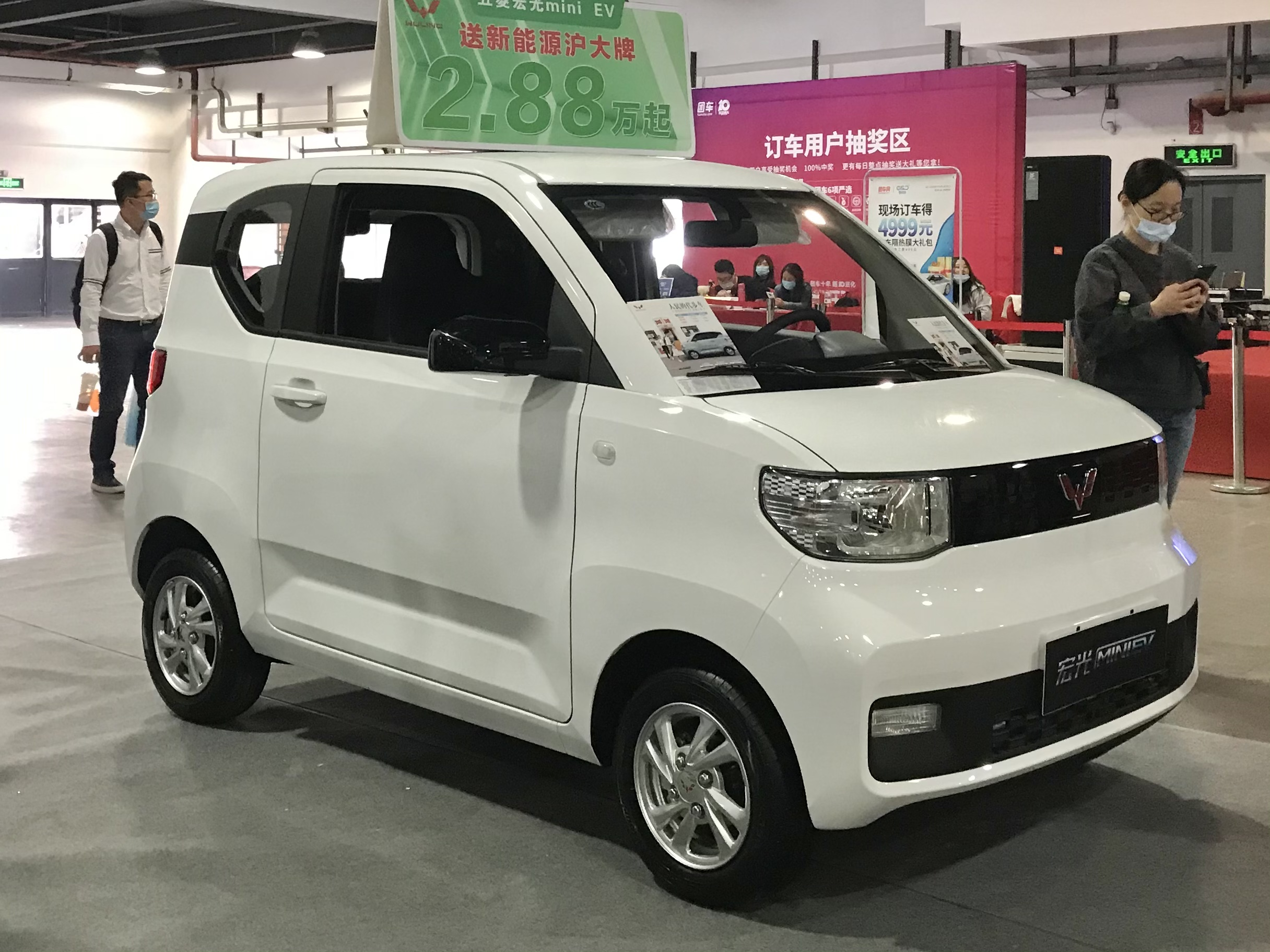
Wuling Hongguang Mini EV

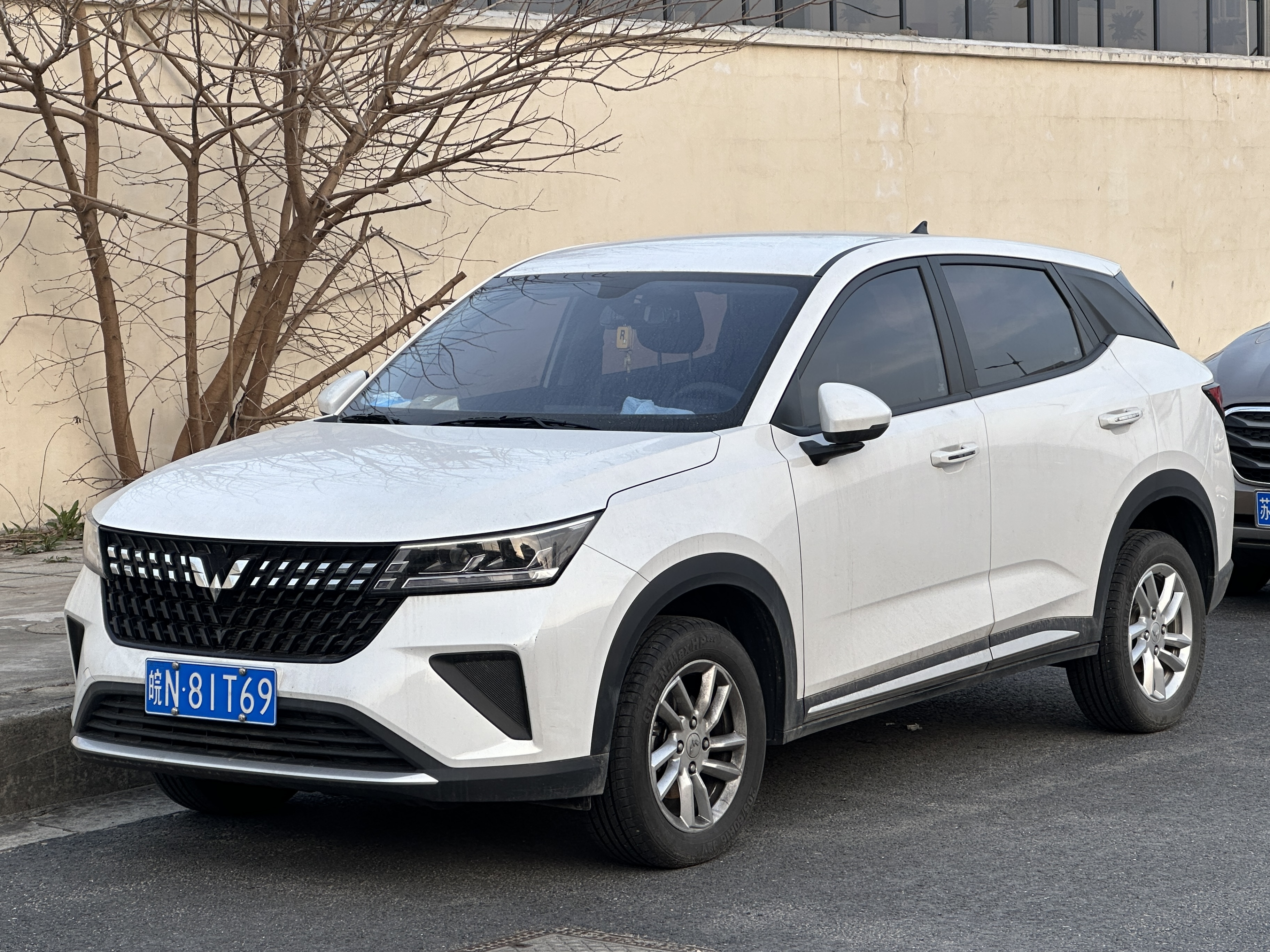
Wuling Xingchi

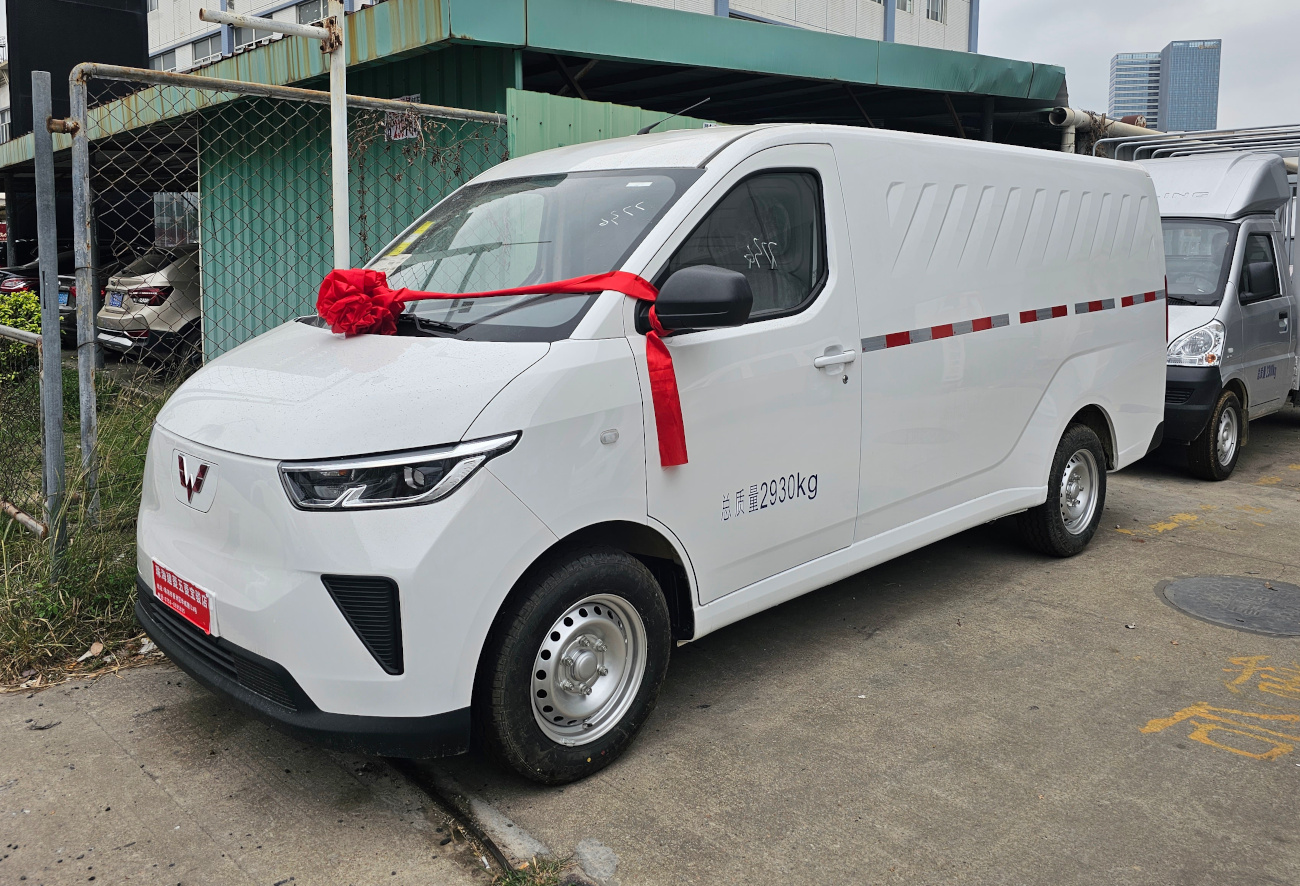
Wuling Yangguang

Wuling (chiń. upr. 五菱) – chiński producent samochodów osobowych i dostawczych, z siedzibą w Liuzhou, działający od 1982 roku. Należy do chińsko-amerykańskiego joint-venture SGMW.

## Historia

### Liuzhou Wuling Automobile
Marka samochodów Wuling pojawiła się na rynku w 1982 roku z inicjatywy przedsiębiorstwa Liuzhou Wuling Automobile, za cel obierając dynamicznie rozwijający się w latach 80. XX wieku rynek małych samochodów dostawczych w rodzimych Chinach. Produkcja pierwszego pojazdu, po próbnej serii powstałej w 1982 roku, rozpoczęła się w 1984 roku na mocy licencji, jaką zawarto z japońskim Mitsubishi. W ten sposób niewielki model LZ110 był bliźniaczą konstrukcją wobec trzeciej generacji Mitsubishi Minicab.
W oparciu o technologię Mitsubishi powstał także następca LZ110 w postaci nowocześniejszego modelu Dragon przedstawiony w 1990 roku, który był de facto jedynie jego głęboko zmodernizowaną odmianą. W 1998 roku zadebiutował kolejny model LZW6370, który powstał na licencji innego japońskiego producenta - Daihatsu, opierając się na modelu Zebra.

### SAIC-GM-WulingiWuling Motors
W 2002 roku Wuling nawiązał głęboką współpracę z koncernem SAIC Motor, razem z nim doprowadzając do porozumienia się z amerykańskim koncernem General Motors. W efekcie powstała kolejna, po założonym w 1997 roku SAIC-GM, spółka typu joint-venture o nazwie SAIC-GM-Wuling, która za siedzibę obrała chińskie miasto Liuzhou. Odtąd stała się ona producentem wszystkich kolejnych modeli marki Wuling. W międzyczasie, 2007 roku Wuling Group zyskał większą autonomię, w ramach czego utwórzył jeszcze inne, równolegle działające przedsiębiostwo Wuling Motors. Wyspecjalizowało się ono wbranży pojazdów ciężarowych i tworzonych na zamówienie, także korzystając z logotypów i marki Wuling. W 2015 roku Wuling Group stał się koncernem i zmienił nazwę na Guangxi Auto.
Po powstaniu sojuszu, gama marki Wuling została gwałtownie rozbudowana i poszerzona, odnosząc duży sukces rynkowy na rynku chińskim i stając się jednym z najpopularniejszych producentów samochodów w tym kraju. W 2011 roku próg sprzedawanych egzemplarzy przekroczył 1,2 miliona, z kolei rok później wzrósł on do 1,4 miliona.
Pomimo globalnego kryzysu gospodarczego wywołanego Pandemią COVID-19, w 2020 roku Wuling odnotował wzrost sprzedaży, który przekroczył poziom 1,6 miliona pojazdów. W kwietniu 2020 roku koncern SAIC ogłosił plany uczynienia Wulinga marką globalną, zakładając wdrożenie zupełnie nowej gamy samochodów osobowych w unowocześnionej stylizacji.  W sierpniu tego samego roku zadebiutował pierwszy model opracowany według nowej polityki w postaci dużego minivana Victory. Pierwszym globalnym rynkiem, gdzie rozpocznie się sprzedaż modelu, miała być Europa w 2022 roku, jednak nie doszło do realizacji i firma skoncentrowała się na rozwoju swoich operacji w Indonezji.

## Wuling w Chinach
Głównym rynkiem działalności dla Wulinga są rodzime Chiny, gdzie na przestrzeni lat producent rozbudował swoją ofertę głównie w klasie samochodów dostawczych oraz minivanów, zdobywając pozycję jednego z liderów. Filarem oferty został w Chinach model Sunshine, który przez trzy lata z rzędu był najpopularniejszym nowym samochodem w tym kraju: pozycję tę zdobył w 2010, 2011, 2012 oraz 2013 roku. W 2010 roku Wuling Sunshine był jednocześnie trzecim najpopulniejszym nowym samochodem na świecie. W 2019 roku Wuling Hongguang zdobył tytuł najpopularniejszego minivana na świecie, z niespeła 375 tysiącem sprzedanych sztuk w ciągu 12 miesięcy.
W drugiej połowie drugiej dekady XXI wieku Wuling rozpoczął rozbudowywanie swojej oferty w Chinach o samochody o niestosowanych wcześniej koncepcjach. W 2017 roku zadebiutował pierwszy SUV, Hongguang S3, z kolei w 2020 roku zadebiutował minisamochód o napędzie elektrycznym pod nazwą Hongguang Mini EV. Pojazd zdobył dużą popularność, stając się najpopularniejszym samochodem elektrycznym w Chinach w 2020 roku.
Początek lat 20. XXI wieku przyniósł rozbudowę oferty Wulinga w Chinach wśród samochodów nowych typów, na czele z dużym osobowo-dostawczym pickupem Zhengtu, jak i kolejnym modelem z globalnej rodziny firmowanej srebrnym logo firmowym, średniej wielkości SUV-em Asta. W 2023 roku Wuling przedstawił pierwsze w swojej historii klasyczne samochody osobowe, poczynając od małego elektrycznego hatchbacka Bingo oraz dużego, średniej wielkości sedana Starlight dostępnego zarówno w wersji elektrycznej, jak i hybrydowej.

### Obecnie produkowane

#### Samochody osobowe
- Xingguang

#### SUV-y
- Xingchi
- Xingchen
- Xingyun
- Xingguang S
- Hongguang S3

#### Vany
- Sunshine
- Sunshine S
- Rongguang
- Rongguang S
- Zhengcheng
- Yangguang

#### Minivany
- Hongguang S
- Hongguang S Classic
- Hongguang V
- Hongguang Plus
- Jiachen
- Kaijie

#### Samochody elektryczne
- Nano EV
- Air EV
- Hongguang Mini EV
- Bingo
- Bingo SUV
- Xingguang EV
- Xingguang S EV
- E10
- Hongguang EV
- Rongguang EV

#### Pickupy
- Zhengtu
- Rongguang Mini Pickup
- Longka

### Historyczne
- LZ110 (1984–1990)
- LZW710 (1991–1994)
- LZW6370 (1998–2003)
- Dragon (1990–2009)
- Hongtu (2007–2012)
- Hongguang S1 (2015–2017)
- Zhengcheng (2014–2017)
- 730 (2020–2021)

## Wuling w Indonezji

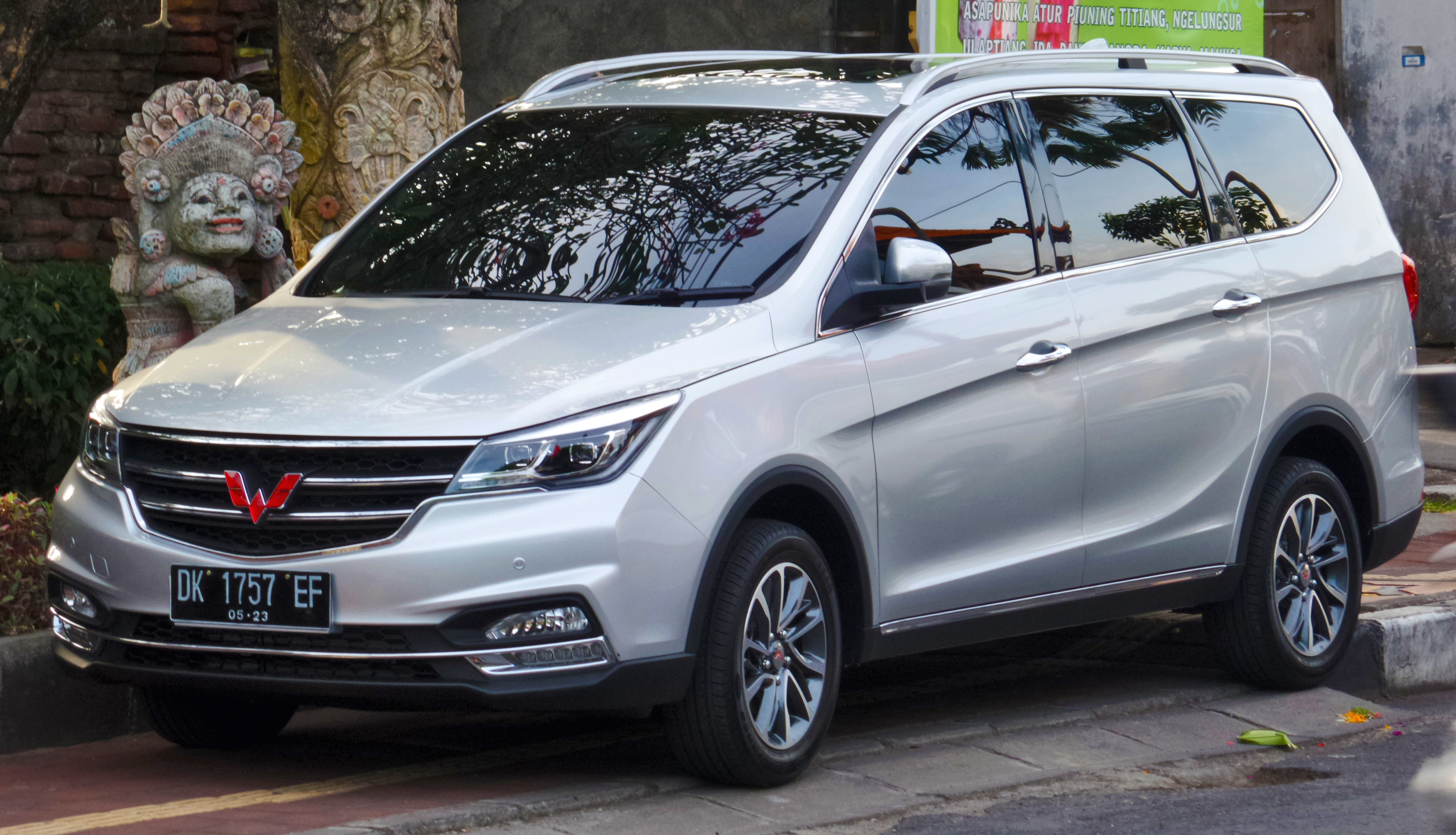
Wuling Cortez

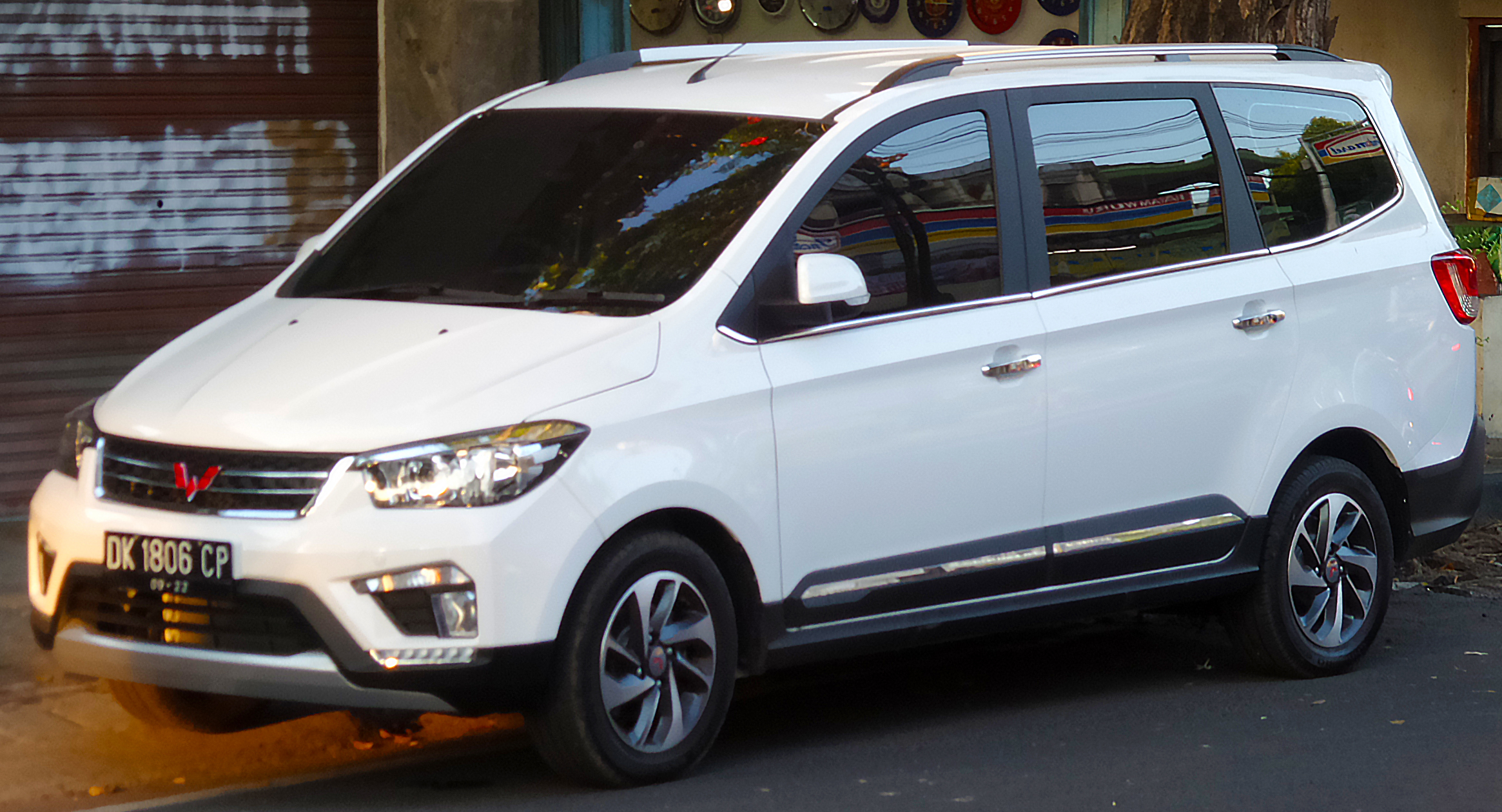
Wuling Confero

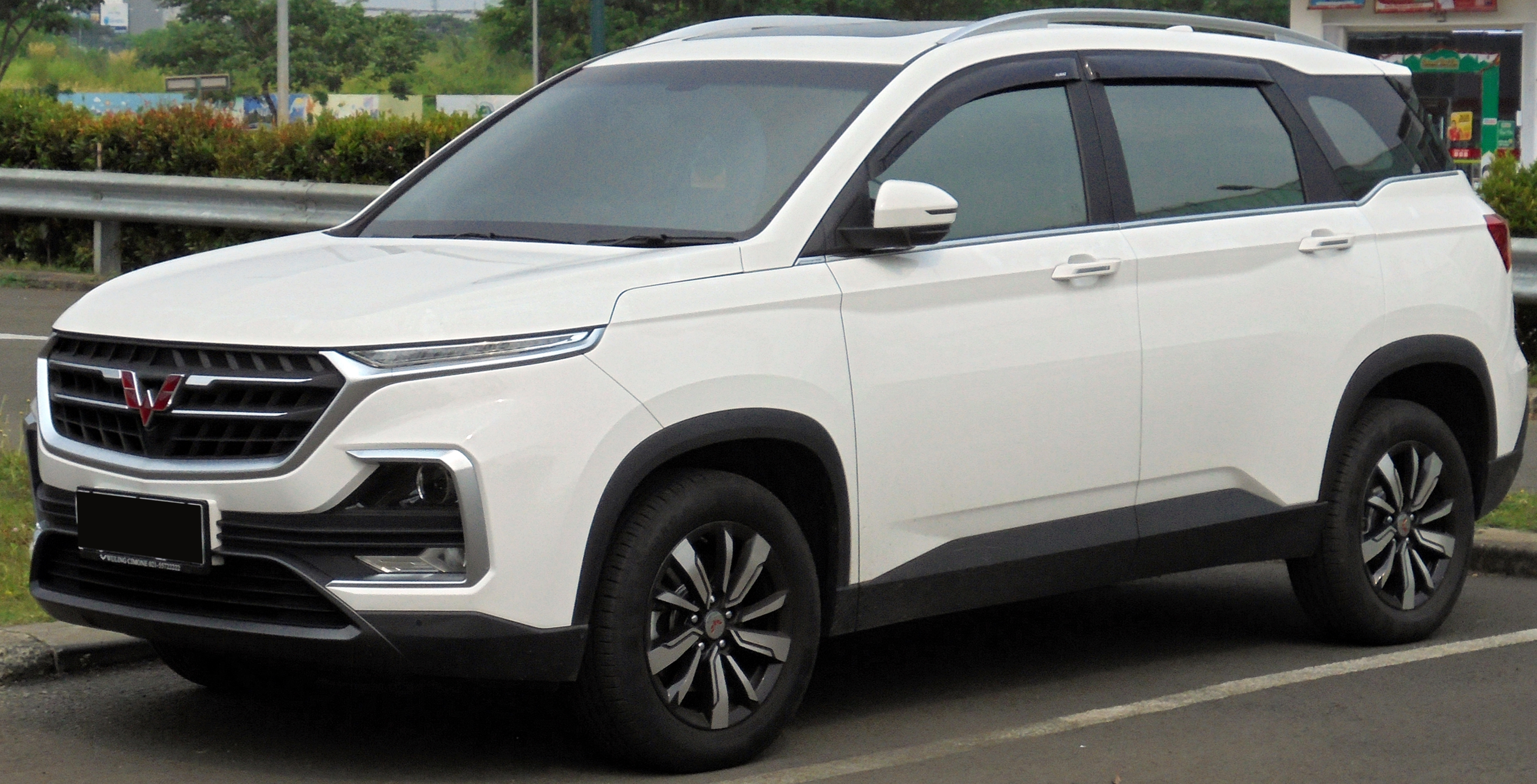
Wuling Almaz

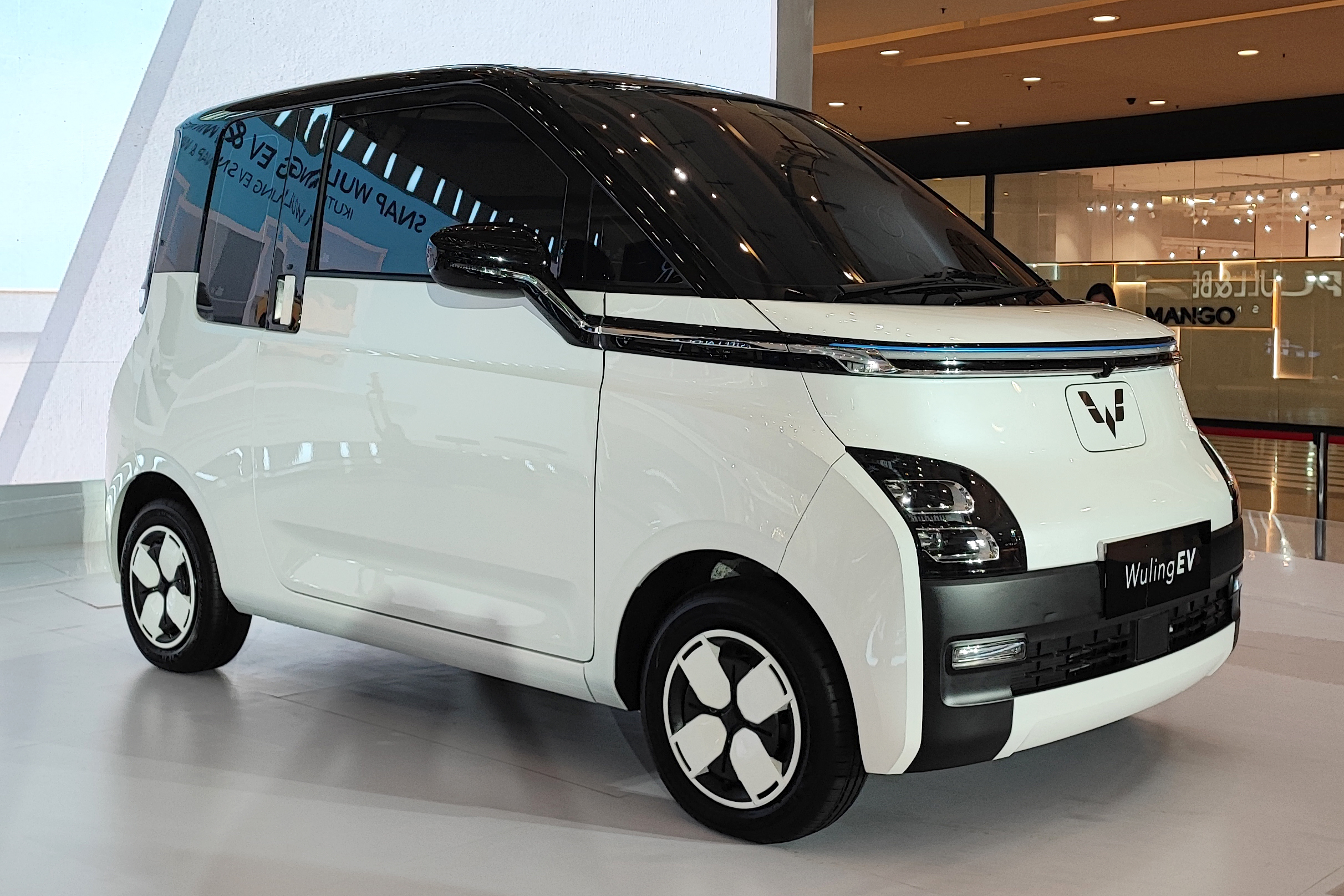
Wuling Air EV

W sierpniu 2015 roku Wuling otworzył swój pierwszy zagraniczny oddział, rozpoczynając budowę lokalnej fabryki samochodów w mieście Bekasi, z kolei rok później odbyła się indonezyjska premiera marki Wuling z jej pierwszymi samochodami dla lokalnego rynku: minivanami Confero. Pół roku później ofertę uzupełnił model Cortez, który został zapożyczony z oferty innej marki koncernu SAIC-GM-Wuling - Baojun. W 2019 roku Wuling przedstawił swojego pierwszego SUV-a specjalnie dla rynku indonezyjskiego w postaci modelu Almaz, który podobnie jak Cortez został zapożyczony z oferty marki Baojun jako lokalny wariant modelu 530.

### Obecnie produkowane

#### SUV-y
- Alvez
- Almaz

#### Samochody elektryczne
- Air EV
- Binguo EV
- Cloud EV

#### Minivany
- Confero
- Cortez

#### Samochody dostawcze
- Formo
- Formo S
- Formo Max

### Historyczne
- E100 (2019)
- E200 (2019)